# Johann Rudolf Füssli

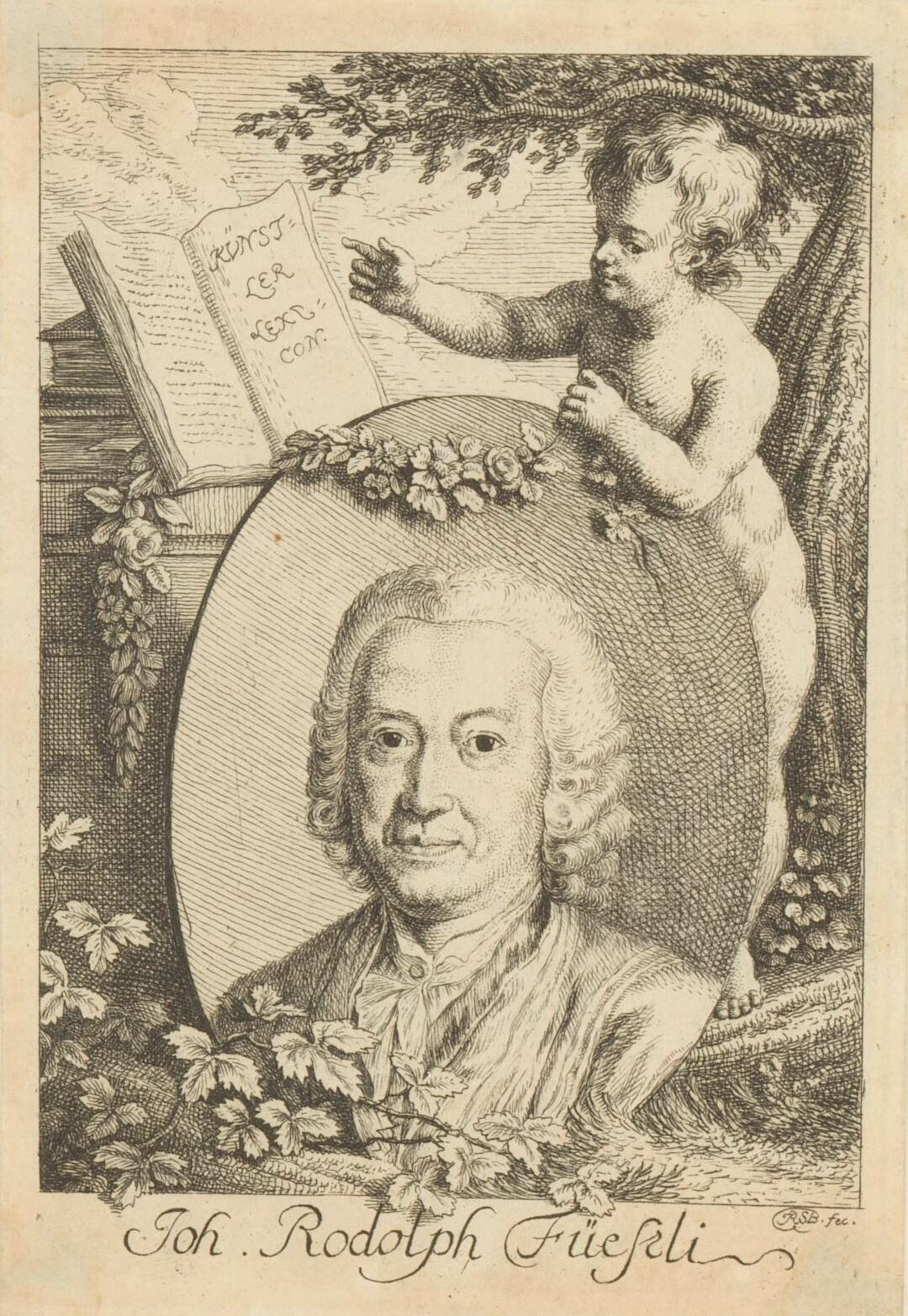
Johann Rudolf Füssli (Radierung von Johann Rudolf Schellenberg)

Johann Rudolf Füssli (der Jüngere, auch Rudolf Füssli, Hans-Rudolf Füssli bzw. Füessli; * 5. September 1709 in Zürich; † 12. September 1793 ebenda) war ein Schweizer Maler, Kunsthistoriker und Lexikograph.

## Biografie
Johann Rudolf Füssli war ein Sohn des Schultheissen Heinrich Füssli und dessen Ehefrau Dorothea, geb. Grebel. Er ging zuerst bei seinem Verwandten, dem Maler Johann Melchior Füssli, in Zürich und danach bei Philipp Jakob Loutherbourg dem Älteren in Paris in die Lehre. Wieder in Zürich, widmete er sich weniger seiner künstlerischen Tätigkeit als kunsthistorischen Studien. Von 1744 bis 1746 schuf er die Neujahrsblätter der Zürcher Feuerwerkergesellschaft.
Er wurde Teilhaber seines Cousins Johann Heidegger in der Druckerei Heidegger & Co., die 1766 in Füssli & Co. umbenannt wurde. 1779 erfolgte der Zusammenschluss mit der Firma Orell, Gessner & Co. (heute Orell Füssli).
Füssli beschäftigte sich intensiv mit der Kunstgeschichte und veröffentlichte 1763 das Allgemeine Künstler=Lexicon, das auch ein Verzeichnis von Bildnissen der aufgeführten Künstler umfasste. 1779 erschien eine Neuausgabe, besorgt von seinem Sohn Hans Heinrich Füssli (1745–1832); dieser publizierte 1806 bis 1821 auch mehrere Supplementbände. Dieses Werk bildete die Grundlage aller folgenden Künstlerlexika des 19. Jahrhunderts.

## Schriften
- Allgemeines Künstler=Lexicon, oder: Kurze Nachricht von dem Leben und den Werken der Mahler, Bildhauer, Baumeister, Kupferstecher, Kunstgiesser, Stahlschneider, [et]c. [et]c., nebst einem angehängten Verzeichniß der Bildnissen, der in diesem Lexicon enthaltenen Künstler, in alphabetischer Ordnung beschrieben. Heidegger und Compagnie, Zürich 1763 (Digitalisat).
- Allgemeines Künstlerlexicon, oder: Kurze Nachricht von dem Leben und den Werken der Mahler, Bildhauer, Baumeister, Kupferstecher, Kunstgiesser, Stahlschneider, [et]c. [et]c. Nebst angehängten Verzeichnissen der Lehrmeister und Schüler; auch der Bildnisse, der in diesem Lexicon enthaltenen Künstler. Orell, Geßner, Füeßlin und Compagnie, Zürich 1779 (Digitalisat).